# Coal Grove

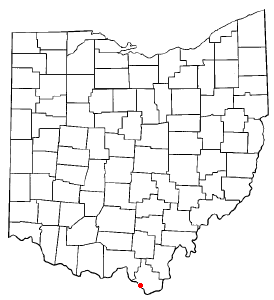
Coal Grove na planie stanu Ohio

Coal Grove – wieś w USA, w stanie Ohio, w hrabstwie Lawrence.
Liczba mieszkańców w 2010 roku wynosiła 2165, a w roku 2012 wyniosła 2158.